# Vườn quốc gia Cabo Orange
Vườn quốc gia Cabo Orange (tiếng Bồ Đào Nha: Parque Nacional do Cabo Orange) nằm ở bang Amapá, phía bắc của Brazil, gần biên giới giữa Brazil và Guyana thuộc Pháp. Đây là vườn quốc gia có hệ sinh thái rừng nhiệt đới nhưng lại nằm bên bờ biển Đại Tây Dương duy nhất của Brazil. Vì vậy, các loài động thực vật ở đây là khá khác so với trong đất liền. Vườn quốc gia được truy cập bằng thuyền, dễ dàng quan sát cảnh quan rừng nhiệt đới ngay bên bờ biển. Được thành lập vào ngày 15 tháng 7 năm 1980, nó có diện tích 657.318 hécta (1.624.270 mẫu Anh).